# 怛達點畫
怛達點畫（𑖪𑖰𑖨𑖯𑖦，天城體：विराम ，毗藍摩，簡稱怛達點、怛達畫、怛達、達畫）與僧育多阿叉羅，是悉曇文、蘭札文等婆罗米系文字中表示半音的兩種方法。

## 辨義
元音附標文字中的字（天城體：अक्षर ，阿叉羅、惡刹羅、阿察羅、阿乞史羅 ）卽一個音節。一個阿叉羅本身就自成一個「音節單元」，附在阿叉羅上的元音標記只能改變該字所帶的元音，不會在音節後追加新元音或音節。以怛達點畫的情況來舉例：
- 在天城體，「क」代表 ka，是一個子音阿叉羅。（母音阿叉羅如：「अ」a、「उ」u）。
- ् 是一個怛達點畫符號（virama），用來抑制子音阿叉羅中附帶的母音。
- 因此，「 क्」(ka + virama) 這個寫法，就表示 k 這個音。

在合字（僧育多字）中的用法，例如：ka क + virama + ṣa ष = kṣa क्ष。

### 名詞解釋
- 半音，或稱“毗藍摩”（विराम ，意爲「止聲」，注意不是visarga 止韻/止聲），《悉曇略圖抄》也稱“拗音”，是指梵語中某個輔音後沒有元音的現象。半音是梵語的音韻學概念，與用何種書寫系統來書寫梵語無關。比如，中的“k”就是半音，儘管這裡使用的是拉丁字母。
- 半字[2]（也稱半體[3][1]），是相對“滿字”、“滿字體”而言的概念，指一個「子音阿叉羅」（又稱體文 vyañjana。母音叫svara，字面意思為音聲。悉曇的母音字稱為摩多 mātrkā ）在一個合字中衹佔有一半的空間，或者這個阿叉羅代表某個半音；而滿字則代表某個眞正的音節。
  - 半字可以通過組成合字、僧育多字、僧育多阿叉羅（संयुक्ताक्षर ）或稱孤合文來構成滿字。例如，藏文“ཀ”（ga）、“ལ”（la）兩個字就可以組成合字“ཀླ”（gla）；又如“ཪྐ”、“ཀྼ”也是合字（以上均不是藏語，後者甚至是故意寫出藏文中一般不出現的合體字）。僧育多字是文字學概念，存在幾種特殊的情形：
    1. 悉曇文ra、ka、va組成的僧育多字rkva是一個連體字（“𑖨𑖿𑖎𑖿𑖪”、“རྐྭ”、“र्क्व”、“র্ক্ব”）東城文“ন”、“দ”、“র”組成的僧育多字“ন্দ্র”可被看作體文縮合連體字：指僧育多字中爲照顧書法而對字形做出的某種讓步，如上面提到的藏文“ཪྐ”、“ཀྼ”事實上很少這樣書寫，通常的寫法是“རྐ”、“ཀྲ”，注意“ཀ”字上、下方的“ར”均產生了自然變形。悉曇文中存在大量的連體字，而今天的天城文中數量已相對減少。
    2. 在文字發展過程中，一旦僧育多字縮合出了前述連體字情形，就成爲了一個相對獨立的個體。於是，在從婆罗米文發展爲悉曇文、或者從悉曇文發展爲現代北印度文字系統的過程中，其僧育多字字形往往獨立於其若干構成半字獨立發展，成爲高度特化的字形，其構成半字已不能或很難從合字字形中分析出來。這種現象稱爲“體文縮合”（僧育多便膳那，संयुक्त व्यञ्जन ）。
    3. 種子字，指將一個帶有整體意思的詞（通常是宗敎概念）強行縮寫到一個阿叉羅中，儘管閱讀的時候有時不只讀出一個音節。天城文“ओँ”[註 1]在不按書寫規範寫成“ॐ”時也可被看作一個種子字；種子字不一定是合字，但往往通過合字方式寫成。
    4. 新城文模式：在15世紀的天城文及更早的城文中，僧育多字書寫模式和上述悉曇文、藏文、東城文模式類似。然而現代天城文發展出了左右結構的僧育多字，此時很多僧育多字與單字差別僅剩前幾個字母右側豎槓之省略，如果將右側豎槓看作元音“a”，則這種書寫方式與歐洲的字母文字已無差異。不過現代天城文仍有一些僧育多字採用傳統寫法，如果完全按照新式寫法書寫，則會發展出了名爲新城文（英语：Nayanagari）的純字母文字書寫系統。
- 怛達點畵又譯多達、活點，是置於輔音之下的一筆畵（點畵），表示該聲母無韻。歐洲語言、Unicode命名中常常用“毗藍摩”（半音的梵語名）這一音韻學概念代指怛達點畵。

不同語言有著不同的音韻結構，如印地語中的不發聲元音、藏語中複輔音的強結合與弱結合等。下面針對具體語言介紹梵文以及不同種類的婆罗米系語文系統如何活用僧育多字與怛達點畵表達各自類似梵語半音的音韻結構。

## 用法

### 北印度語言
在古代梵文中，怛達點畵多用於詞尾，詞中的半音多用僧育多字表示：當半音出現在詞中時，將半音的輔音字母和下一個輔音均寫成半字從而組成一個僧育多字；當半音出現在詞尾時，將怛達點畵標記在對應半音的字上。閱讀時，每遇到一個僧育多字，將前方所有的組成半字按半音讀出，然後將其中最末的一個組成字正常讀出（除非整個僧育多字同時帶有怛達點畵，此時最末的一個組成字也要按半音讀出）。
在現代天城體梵文、彌梯羅文、烏荼文、尼泊爾文（卡斯語）、僧伽罗文中，怛達點畵有時也出現在詞中來表示相應文字無法形成合字的情況。在用藏文書寫的梵文中，仍然保持了古梵文（如悉曇文）的習慣，詞中半音用疊字表示，詞尾半音用怛達畵表示。
大多數現代印度－雅利安语受伊朗語支語言影響，會將梵語詞尾的短元音a不再發聲，而這種新生的半音不使用怛達點畵標記；與此同時，在從悉曇文發展成現代天城文（及其它現代北印度文字）的過程中，失去了大量的合字功能，因此怛達點畵（訶蘭多，“止犁”）在現代印度語言中多用於詞中，而大多現代印度語文中半音的判斷完全憑讀者的語感經驗。
在天城體書寫的尼泊爾語（卡斯語）、摩剌侘語中，還有一種特殊形式的詞中怛達點畵用法，將後一阿叉羅的首個半字前移爲前加字（如同如新城文寫法）或前移至前一音節末用怛達點畵標出。其作用類似藏文音節分隔符的作用，但僅用於VrC序列的r、C之間，如“दऱ्या/दर्‍या”（谷-PL）區別於“दर्या”（海洋）。雖然天城文從藏文中借入了音節分隔符，但僅用於尼泊爾的漢藏語中用來標記後字的緊喉或高聲調。

### 藏語
吞弥桑布扎在帕邦喀閉關三年創制藏文時基於悉曇文音節間隔符號的引入、不出現在文字左右兩側的元音附標以及複雜空間結構，發明了一套專爲漢藏語乃至東南亞大陸語盟定製的基字系統，可以徹底規避怛達點畵的使用以及標記不同種類的輔音結合方式（梵語中無此問題），因此藏文中只有在梵語借詞中使用半字－怛達畵系統（在梵語借詞中如使用基字系統則並無任何使用上的便利）。在藏文書寫的藏語詞彙中，半字被稱爲上、下加字（藏字梵文無所謂上、下加字）。

### 東南亞語言
不過並非所有用婆罗米系文字的漢藏語乃至東南亞大陸語言都產生了藏文的基字系統，緬甸文就基本沿用了古梵文僧育多字－怛達畵系統（但緬文已經有發展出了合字結構與怛達畵的具體分工，二者不可相互轉換），而高棉文、泰文、老撾文則在沒有發展出音節隔離符的情況下省略怛達點（後二者均無罕見合字結構），導致讀者必須通過語感經驗斷字後纔能確定輔音的發音方式。除用於音節頭半音的毗蓝摩怛達點外，高棉系文字中還有一種名爲檀荼伽多（羅馬化：tŏəndĕəʼkhiət “敦达凯”，泰語讀音（派汶）：tan-tá-kâat “探他卡”）的怛達畵，用於音節尾的半音，甚至用於將詞末整個輔音刪除（如巴利語源的“ยักข์”和梵語源的“ยักษ์”均讀做“yák”）。

### 密宗用法
在佛敎密宗中，出於對一詞一字的追求，常常將根本不屬於半音的不同音節強行壓縮成一個由諸多半字組成的滿字。此處的僧育多字只有書法意義及宗敎意義，沒有語言學意義。

### 各種怛達點符號
| 英語名稱                   | 語言         | 本地語言名稱                                      | 符號 | 附註                               |
| -------------------------- | ------------ | ------------------------------------------------- | ---- | ---------------------------------- |
| halant                     | 印地語       | हलन्त，halant                                      | ्     |                                    |
| halanta                    | 旁遮普語     | ਹਲੰਤ，halanta                                      | ੍     |                                    |
| halanta                    | 馬拉提語     | हलंत，halanta                                      | ्     |                                    |
| halanta                    | 康納達語     | ಹಲಂತ，halanta                                      | ್     |                                    |
| halanta                    | 烏荼語       | ହଳନ୍ତ，haḷanta                                     | ୍     |                                    |
| hoshonto                   | 孟加拉語     | হসন্ত，hôsôntô                                     | ্     |                                    |
| hoshonto                   | 阿薩姆語     | হসন্ত，hoxonto / হছন্ত，hosonto                     | ্     |                                    |
| hoshonto                   | 錫爾赫特話   | ꠢꠡꠘ꠆ꠔꠧ，ośonto                                      | ꠆     |                                    |
| pollu                      | 泰盧固語     | పొల్లు，pollu                                        | ్     |                                    |
| pulli                      | 坦米爾語     | புள்ளி，puḷḷi                                        | ்     |                                    |
| chandrakkala               | 馬拉雅拉姆語 | ചന്ദ്രക്കല，candrakkala / വിരാമം，viraamam              | ്     |                                    |
| hal kirima                 | 僧伽羅語     | හල් කිරිම，hal kirīma                                | ්     |                                    |
| a that                     | 緬甸語       | အသတ်，a.sat， IPA：[ʔa̰θaʔ]                         | ်     | 梵語的asat (असत्)，字面意思是不存在 |
| karan, pinthu, thanthakhat | 泰語         | การันต์，kārạnt / พินทุ，pinthu / ทัณฑฆาต，thanthakhat | ◌์，◌ฺ | pinthu類似梵語的明點，意思是點     |
| pangkon                    | 爪哇語       | ꦥꦁꦏꦺꦴꦤ꧀，pangkon                                      | ꧀     |                                    |
| pangkon                    | 峇里語       | ᬧᬂᬓᭀᬦ᭄，pangkon                                      | ᭄     | 也稱作adeg-adeg                    |

## 數位化問題
阿騫荼合字指電腦字體成功組成僧育多字的能力。由於早期鉛印乃至電腦系統沒有處理複雜文字能力，僧育多字均被怛達點畵代替。
在Unicode標準中，北印度文字的僧育多字與怛達點畵合併編碼爲“毗蓝摩”（半音）碼位。在字體支援的情況下，毗蓝摩會優先渲染成僧育多字。若加入零宽不连字，會強制渲染成怛達點畵。若使用零宽连字，則優先渲染成半字，並強制避免使用完全縮合的合字。
目前北印度文字電腦字體具備完備阿騫荼合字能力的不多，很多字體仍有大量的不常用僧育多字被怛達點畵替代。例如“रङ्ग”一詞尾部的鼻塞音與塞音在很多字體中並未合併，顯示出本不該出現的怛達點畵。EKType基於耆那敎古經手稿所開發的開源字體「耆那弗婆体（Jaini Purva）」，是少數具有強大疊字能力的字體。

## 外鏈
- https://www.unicode.org/wg2/docs/n1977.pdf （页面存档备份，存于）